# 리히텐슈타인 국립박물관

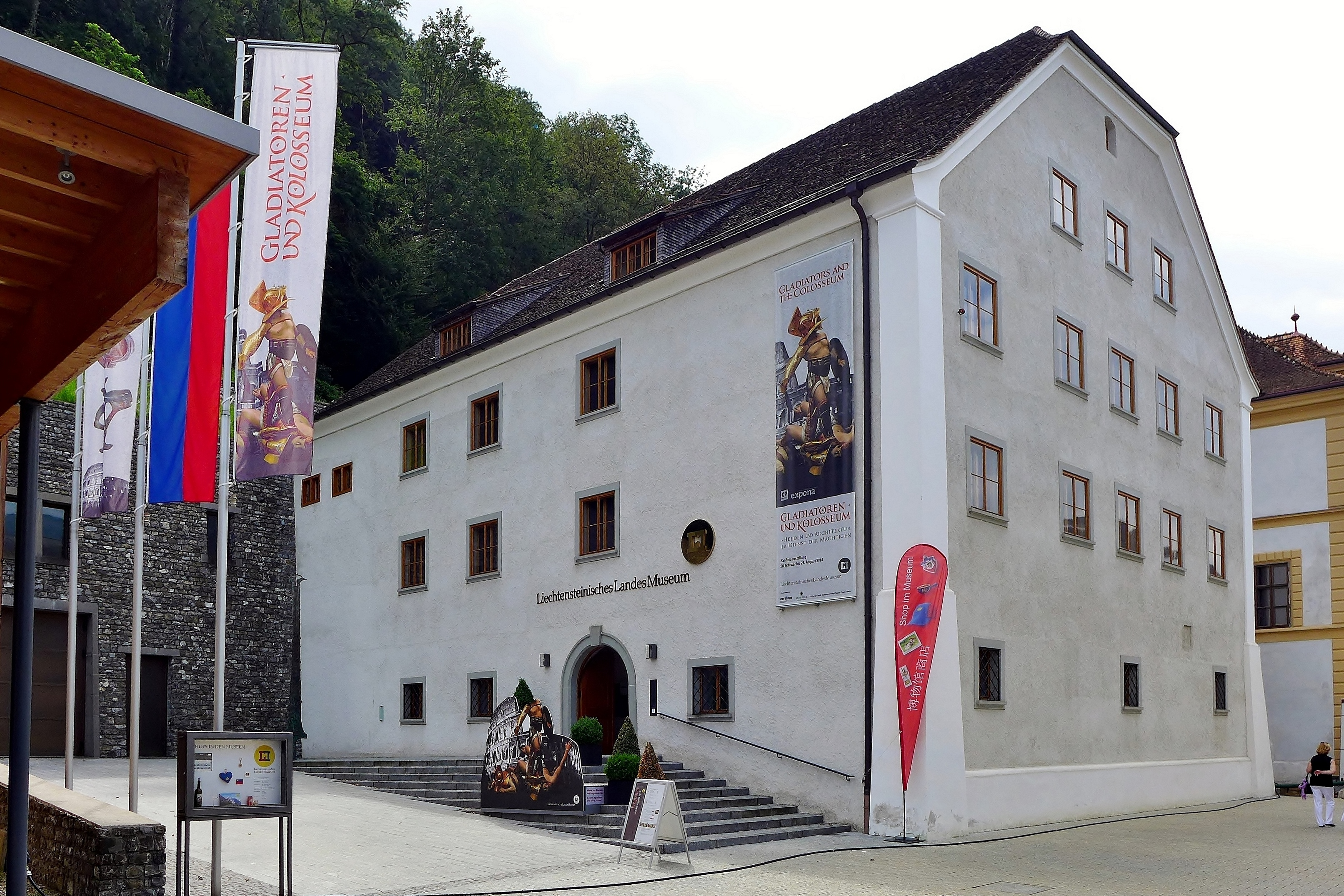
리히텐슈타인 국립박물관 전경. 2014년에 촬영된 것으로 추정된다.

리히텐슈타인 국립박물관(독일어: Liechtensteinisches Landesmuseum)은 리히텐슈타인 파두츠에 위치하고 있는 박물관이다. 바닥 면적은 2,000 제곱미터의 규모를 가지고 있다.

## 전시
해당 박물관은 리히텐슈타인의 역사, 문화, 자연, 배경 등이 담긴 유물에 대해 3개의 건축물과 42개의 전시실을 통해 전시되어 있는 것으로 알려져 왔다.

## 미디어
- KBS 1TV : 걸어서 세계속으로에 잠깐 소개됨.

## 같이 보기
- 리히텐슈타인 국립도서관